# Objectif de développement durable no 13 des Nations unies
Mesures relatives à la lutte contre les changements climatiques
Pour un article plus général, voir Objectifs de développement durable.

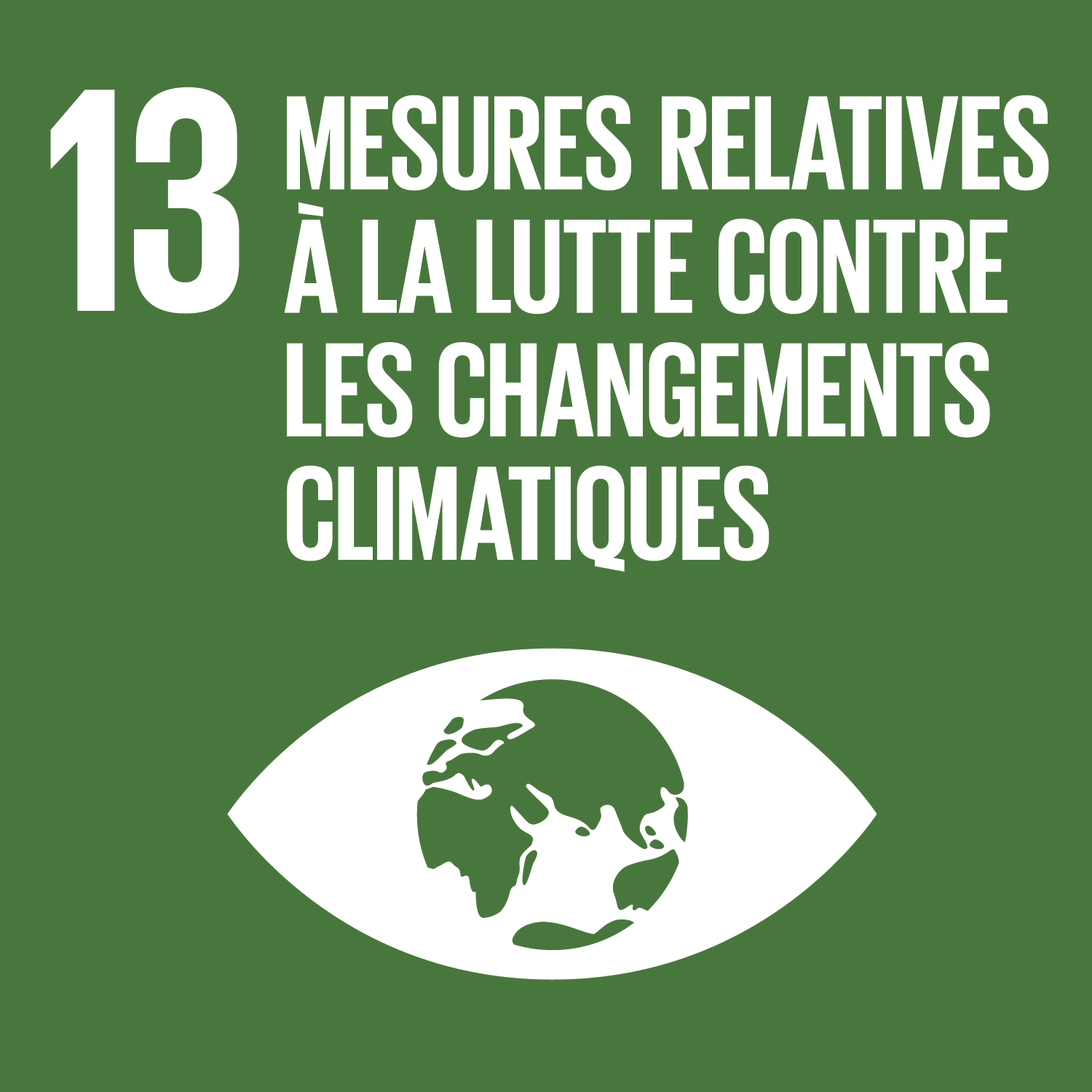

La thématique relative à la lutte contre les changements climatiques est l'objectif no 13 des 17 Objectifs de développement durable (ODD) adoptés en 2015 par l'Assemblée générale des Nations unies. Son intitulé complet est : « Mesures relatives à la lutte contre les changements climatiques ».

## Enjeux
La lutte contre les changements climatiques est l'un des plus grands défis du XXIe siècle. À la fois complexe et globale, cette lutte touche à des questions scientifiques, politiques et économiques. Les recherches scientifiques ont permis d'expliquer l'évolution du climat et de montrer la responsabilité des activités humaines dans le dérèglement climatique. Les impacts du changement climatique peuvent être différents d'une région géographique à une autre mais ils concernent tous les pays et tous les continents. Les gaz à effet de serre sont les principaux responsables du dérèglement climatique. Leur augmentation engendrée par les activités humaines n’a jamais été aussi élevée. Cette hausse est notamment liée à la croissance économique et l’accroissement de la population mondiale.
D'un point de vue politique, afin de lutter collectivement contre les changements climatiques à l’échelle mondiale, l'Organisation des Nations unies a mis en place les négociations internationales sur les changements climatiques. L'objectif est de fixer un cadre mondial de réduction des émissions de gaz à effet de serre et permettre aux populations de mieux s'adapter face aux impacts du changement climatique.

## Cibles[2]
La réalisation de l'objectif 13 implique l'atteinte des cibles suivantes :
- 13.1 - Renforcer, dans tous les pays, la résilience et les capacités d’adaptation face aux aléas climatiques et aux catastrophes naturelles liées au climat.
- 13.2 - Incorporer des mesures relatives aux changements climatiques dans les politiques, les stratégies et la planification nationales.
- 13.3 - Améliorer l’éducation, la sensibilisation et les capacités individuelles et institutionnelles en ce qui concerne l’adaptation aux changements climatiques, l’atténuation de leurs effets et la réduction de leur impact et les systèmes d’alerte rapide.
- 13.4 - Mettre en œuvre l’engagement que les pays développés parties à la Convention-cadre des Nations unies sur les changements climatiques (CCNUCC) ont pris de mobiliser conjointement 100 milliards de dollars par an d’ici à 2020 pour répondre aux besoins des pays en développement en ce qui concerne les mesures concrètes d’atténuation et la transparence de leur mise en œuvre et rendre le Fonds vert pour le climat pleinement opérationnel en le dotant dans les plus brefs délais des moyens financiers nécessaires.
- 13.5 - Promouvoir des mécanismes de renforcement des capacités afin que les pays les moins avancés et les petits États insulaires en développement se dotent de moyens efficaces de planification et de gestion pour faire face aux changements climatiques, l’accent étant mis notamment sur les femmes, les jeunes, la population locale et les groupes marginalisés.

## Données et indicateurs

### Données
D'après le GIEC, en son 5e rapport en 2014, les changements climatiques sont déjà engagés :
- En 2015, la température moyenne de la planète a augmenté de 0,74 °C par rapport à la moyenne du XXe siècle. Elle pourrait augmenter de 1,3 à 5,3 °C à la fin du XXIe siècle.
- Le taux d’élévation du niveau des mers s’est accéléré pour atteindre près de 3,2 mm par an sur la période 1993-2010.
- Entre 1975 et 2004, l’acidité des eaux superficielles des océans a énormément augmenté, leur pH (potentiel hydrogène) a diminué de 8,25 à 8,14.
- La perturbation des grands équilibres écologiques s’observe déjà : modification des êtres vivants  et du milieu qui tentent de s’adapter.

À moyen et à long termes, le GIEC prévoit :
- une aggravation des phénomènes climatiques : alors que le climat change, il entraîne une modification de la fréquence et de l'intensité des événements météorologiques extrêmes (sécheresses, tempêtes, inondations).
- Un bouleversement de plusieurs écosystèmes : 20 à 30 % des espèces animales et végétales ont déjà disparu avec des conséquences sur l'activité humaine.
- Des crises alimentaires : les productions agricoles pourraient baisser, entraînant de graves crises alimentaires, des guerres et des migrations.
- La migration des populations : la hausse du niveau des mers devrait entraîner des inondations de certaines zones côtières, voire la disparition d'États insulaires, provoquant ainsi d’importantes vagues de migrations.
- L’acidification des mers : la hausse de la quantité de CO2 (dioxyde de carbone) dans l’atmosphère entraîne une plus forte concentration du CO2 dans les océans.

### Indicateurs

#### Indicateurs de l'ONU
Les indicateurs Onusiens sont :
- Nombre de décès ou de personnes disparues ou directement touchées lors de catastrophes, pour 100 000 personnes.
- Nombre de pays qui ont adopté et mis en place des stratégies nationales de réduction des risques conformément au Cadre de Sendaï pour la réduction des risques de catastrophe (2015-2030).
- Proportion d’administrations locales ayant adopté et mis en place des stratégies locales de réduction des risques de catastrophe, conformément aux stratégies suivies à l'échelle nationale.
- Nombre de pays ayant déclaré avoir mis en place ou mis en œuvre une politique/une stratégie/un plan intégré visant à améliorer leur aptitude à s’adapter aux incidences négatives des changements climatiques, à renforcer leur résilience face à ces changements et à favoriser de faibles émissions de gaz à effet de serre, sans menacer la production alimentaire (notamment un plan national d’adaptation, une contribution déterminée au niveau national, une communication nationale et un rapport biennal actualisé, entre autres).
- Nombre de pays ayant intégré dans leurs programmes d’enseignement primaire, secondaire et tertiaire les questions relatives à l’adaptation aux changements climatiques, à l’atténuation des effets de ces changements et à la réduction de leur impact, ainsi qu’aux systèmes d’alerte rapide.
- Nombre de pays ayant fait état du renforcement de leurs capacités institutionnelles, systémiques et individuelles pour favoriser les mesures d’adaptation et d’atténuation, le transfert de technologie et les actions en faveur du développement.
- Montant (en dollars américains) des ressources mobilisées par année, de 2020 à 2025, au titre de l’engagement de 100 milliards de dollars.

#### Indicateurs français
L’INSEE a défini deux indicateurs pour la France : 
- Nombre d'événements naturels très graves.
- Nombre de communes faisant l'objet d'un plan de prévention des risques d'inondation approuvé, y compris révisé et approuvé.